# Clifton Cates
Pour les articles homonymes, voir Cates.
Clifton Cates 31 août 1893 - 4 juin 1970 fut un général dans le Corps des Marines des États-Unis lors de la Seconde Guerre mondiale.

## Biographie
Il est diplômé de l'université du Tennessee avec un baccalauréat en droit en 1916, il est commissionné comme lieutenant dans la Réserve du Corps des Marines. Il a commencé le service actif le 13 juin 1917.
Pendant la Première Guerre mondiale, Cates sert au sein du 6e Régiment de Marines et combats en France. Pour son héroïsme dans la Bataille de l'Aisne (1918), il reçoit la Croix de la marine, la Distinguished Service Cross et de feuilles de chêne, en plus de la Purple Heart. Il reçoit une étoile d'argent pour sa bravoure à Soissons. En plus de ses médailles de l'armée américaine, il est reconnu par le gouvernement français et reçoit la Légion d'honneur et la Croix de Guerre avec l'étoile dorée et deux palmes.
Cates retourne aux États-Unis en septembre 1919 et il sert à Washington, DC en tant que conseiller de la Maison Blanche et comme aide-de-camp du commandant du Corps des Marines. En 1920, il est à San Francisco, en Californie, comme aide-de-camp du général commandant, du département du Pacifique. De 1923 à 1925, il est en service en mer en tant que commandant du détachement de la Marine à bord de l'USS California (BB-44).
En 1929, Cates est envoyé à Shanghai, en Chine, où il rejoint les 4e Marines, où il sert pendant trois ans. Il retourne aux États-Unis pour la formation au Collège de l'armée et dans les écoles du Corps des Marines. En 1935, est affecté à la Section de Guerre de la Division des opérations et de la formation au siège de Marine Corps (HQMC). En 1936, il retourne à Shanghai en tant que commandant de bataillon au 6e régiment de Marines. En 1938, il rejoint les 4th Marines à Shanghai.
En 1940, il est nommé directeur de l'Ecole de Marine Officiers à Philadelphie. En 1942, Cates a pris le commandement du 1er division de Marines.

### Seconde Guerre mondiale
Cates comme colonel, conduit le 1er régiment Marines à Guadalcanal, pour laquelle il reçoit la Légion du Mérite avec Combat "V". Il a ensuite pris le commandement de la Division Marine du 4e, durant la campagne Tinian et la saisie d'Iwo Jima. Pour ses services à Tinian, il a reçu la Médaille du service distingué et la marine une étoile d'or au lieu d'un Distinguished Service Medal seconde pour son service à Iwo Jima.
Après sa première mission dans le Pacifique, est retourné aux États-Unis pour servir en tant que commandant des Ecoles du Corps des Marines à Quantico jusqu'en 1944. Il est ensuite retourné dans le théâtre du Pacifique jusqu'à la fin de la guerre en tant que commandant de la 4e Division de Marines.

### Après guerre
Le 1er janvier 1948, il est promu au grade de général. Il a pris sa retraite le 30 juin 1954.
Cates décède le 4 juin 1970 à l'hôpital de la marine américaine, à Annapolis, dans le Maryland, après une longue maladie. Il a été enterré avec tous les honneurs militaires le 8 juin 1970 au cimetière national d'Arlington.

## Honneurs
| 1st colonne | Navy Cross                          | Distinguished Service Cross w/ 1 oak leaf cluster | Navy Distinguished Service Medal w/ 1 star            | Silver Star w/ 1 oak leaf cluster                               | French Fourragère |
| 2nd colonne | Legion of Merit w/ valor device     | Purple Heart w/ 1 oak leaf cluster                | Navy Presidential Unit Citation w/ 3 stars            | World War I Victory Medal w/ 5 stars                            | French Fourragère |
| 3rd colonne | Army of Occupation of Germany Medal | Marine Corps Expeditionary Medal                  | Yangtze Service Medal                                 | China Service Medal                                             | French Fourragère |
| 4th colonne | American Defense Service Medal      | American Campaign Medal                           | Asiatic-Pacific Campaign Medal with four Bronze Stars | World War II Victory Medal                                      | French Fourragère |
| 5th colonne | National Defense Service Medal      | Croix de Guerre w/ Gilt Star & 2 palms            | Legion of Honor, Knight grade                         | Order of Orange-Nassau, rank of Grand Officer w/ crossed swords | French Fourragère |